# لیگ اروپا ۲۳–۲۰۲۲
لیگ اروپا ۲۳–۲۰۲۲ (به انگلیسی: 2022–23 UEFA Europa League) پنجاه و دومین فصل از مسابقات فوتبال باشگاهی ثانویه اروپا بود که توسط یوفا برگزار شد و چهاردهمین فصل از زمان تغییر نام آن از جام یوفا به لیگ اروپا بود.
سویا در فینال که در پوشکاش آرنا در بوداپست مجارستان برگزار شد، رم را ۴–۱ در ضربات پنالتی پس از تساوی ۱–۱ پس از وقت اضافه شکست داد و قهرمان این رقابت‌ها برای هفتمین بار با رکورد طولانی شد. در ابتدا قرار بود بوداپست میزبان بازی نهایی لیگ اروپا ۲۲–۲۰۲۱ یوفا باشد، اما چندین میزبان به دلیل تأخیر و جابجایی نهایی فینال ۲۰۲۰ به دلیل همه‌گیری کووید-۱۹ تغییر مکان دادند.
سویا به عنوان برنده مسابقات، به‌طور خودکار به مرحله گروهی لیگ قهرمانان اروپا ۲۴–۲۰۲۳ راه یافت و همچنین حق بازی در برابر برنده لیگ قهرمانان اروپا ۲۳–۲۰۲۲، منچستر سیتی، در سوپرجام اروپا ۲۰۲۳ را به دست آورد.
به عنوان دارنده قهرمانی، اینتراخت فرانکفورت به لیگ قهرمانان اروپا در فصل ۲۳–۲۰۲۲ راه یافت. آنها پس از صعود به مرحله حذفی نتوانستند از عنوان خود دفاع کنند.

## سهمیه‌بندی اتحادیه‌ها
در مجموع ۵۷ تیم از ۳۳ از ۵۵ اتحادیه عضو یوفا در لیگ اروپا ۲۳–۲۰۲۲ شرکت کردند. از این میان، ۱۵ انجمن تیم‌هایی داشتند که مستقیماً به لیگ اروپا راه یافته بودند، در حالی که برای ۴۰ انجمن دیگر که هیچ تیمی مستقیماً جواز حضور نداشتند، ۱۸ تیم پس از انتقال از لیگ قهرمانان (تنها اتحادیه‌های عضوی که نتوانستند شرکت‌کننده داشته باشند روسیه و لیختن‌اشتاین بودند که لیگ داخلی را سازماندهی نکردند و تنها توانستند برنده جام خود را با توجه به رتبه اتحادیه خود وارد لیگ کنفرانس اروپا کنند). رتبه‌بندی انجمن بر پایه ضرایب کشوری یوفا برای تعیین تعداد تیم‌های شرکت کننده برای هر فدراسیون استفاده شد:
- به دارندگان عنوان لیگ کنفرانس اروپا اجازه ورود به لیگ اروپا داده شد (زیرا آنها به مرحله گروهی لیگ قهرمانان اروپا راه پیدا نکردند).
- انجمن‌های ۱–۵ هر کدام دو تیم واجد شرایط بودند.
- انجمن‌های ۶–۷ و ۹–۱۵ هر کدام یک تیم واجد شرایط بودند.
- ۳۶ تیم حذف شده از لیگ قهرمانان اروپا ۲۳–۲۰۲۲ به لیگ اروپا منتقل شدند.

### رتبه‌بندی انجمن
برای لیگ اروپا ۲۳–۲۰۲۲، فدراسیون‌ها با توجه به ضرایب کشوری یوفا در سال ۲۰۲۱ مکان‌هایی را به خود اختصاص دادند که عملکرد آنها در رقابت‌های اروپایی از ۱۷–۲۰۱۶ تا ۲۱–۲۰۲۰ را در نظر گرفت.
جدا از تخصیص بر اساس ضرایب کشوری، اتحادیه‌ها ممکن است تیم‌های دیگری نیز در لیگ اروپا شرکت کرده باشند که در زیر گفته شده‌است:
- (UCL) – تیم‌های دیگر از لیگ قهرمانان اروپا منتقل شدند
- (UECL) – جای اضافی برای دارندگان عنوان قهرمانی لیگ اروپا کنفرانس اروپا